# Contrabbando per l'oriente
Contrabbando per l'oriente (Cripple Creek) è un film del 1952 diretto da Ray Nazarro.
È un film western statunitense con George Montgomery, Karin Booth e Jerome Courtland.

## Produzione
Il film, diretto da Ray Nazarro su una sceneggiatura di Richard Schayer, fu prodotto da Edward Small tramite la Edward Small Productions e girato nell'Iverson Ranch a Chatsworth, Los Angeles, California, dal 20 agosto al 5 settembre 1951.

## Distribuzione
Il film fu distribuito con il titolo Cripple Creek negli Stati Uniti nel luglio del 1952 al cinema dalla Columbia Pictures.
Altre distribuzioni:
- in Svezia il 20 ottobre 1952 (Coloradoligan)
- in Danimarca il 23 marzo 1953 (Guldrøverne fra Colorado)
- in Francia il 26 novembre 1954 (La folie de l'or)
- in Austria nel settembre del 1962 (Zwei räumen auf)
- in Germania Ovest il 14 settembre 1962 (Zwei räumen auf)
- in Belgio (La folie de l'or e Drang naar goud)
- in Italia (Contrabbando per l'oriente)
- in Brasile (Era da Violência)
- in Cile (Era de violencia)
- in Germania Ovest (Zwei Gringos reiten nach Westen)

## Promozione
Le tagline sono:
- THE WEST'S CROSSROADS OF VIOLENCE AND FURY!
- For every man who struck gold - a hundred tried to take it away from him!